# Vezérlőkocsi

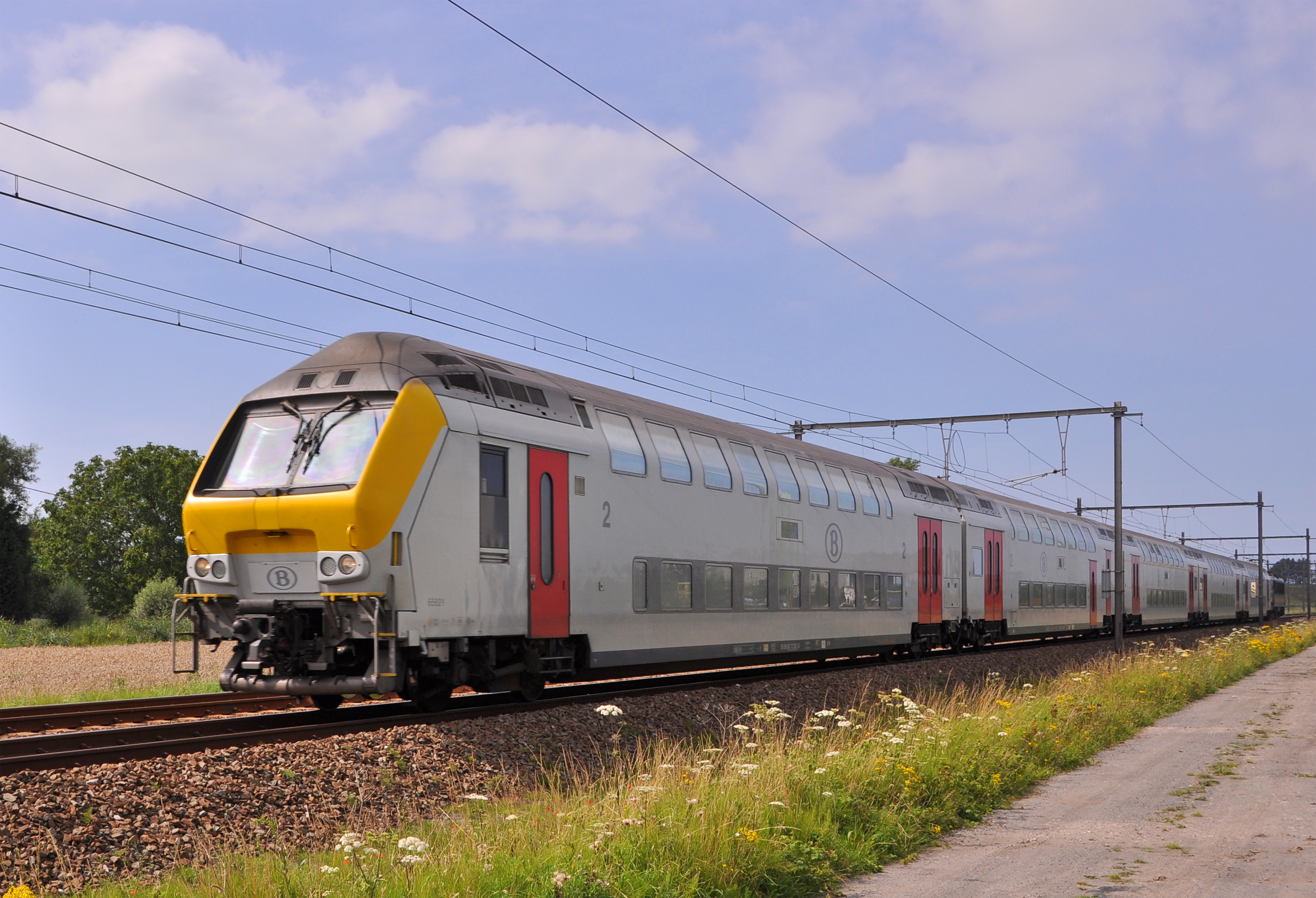
SNCB vezérlőkocsi

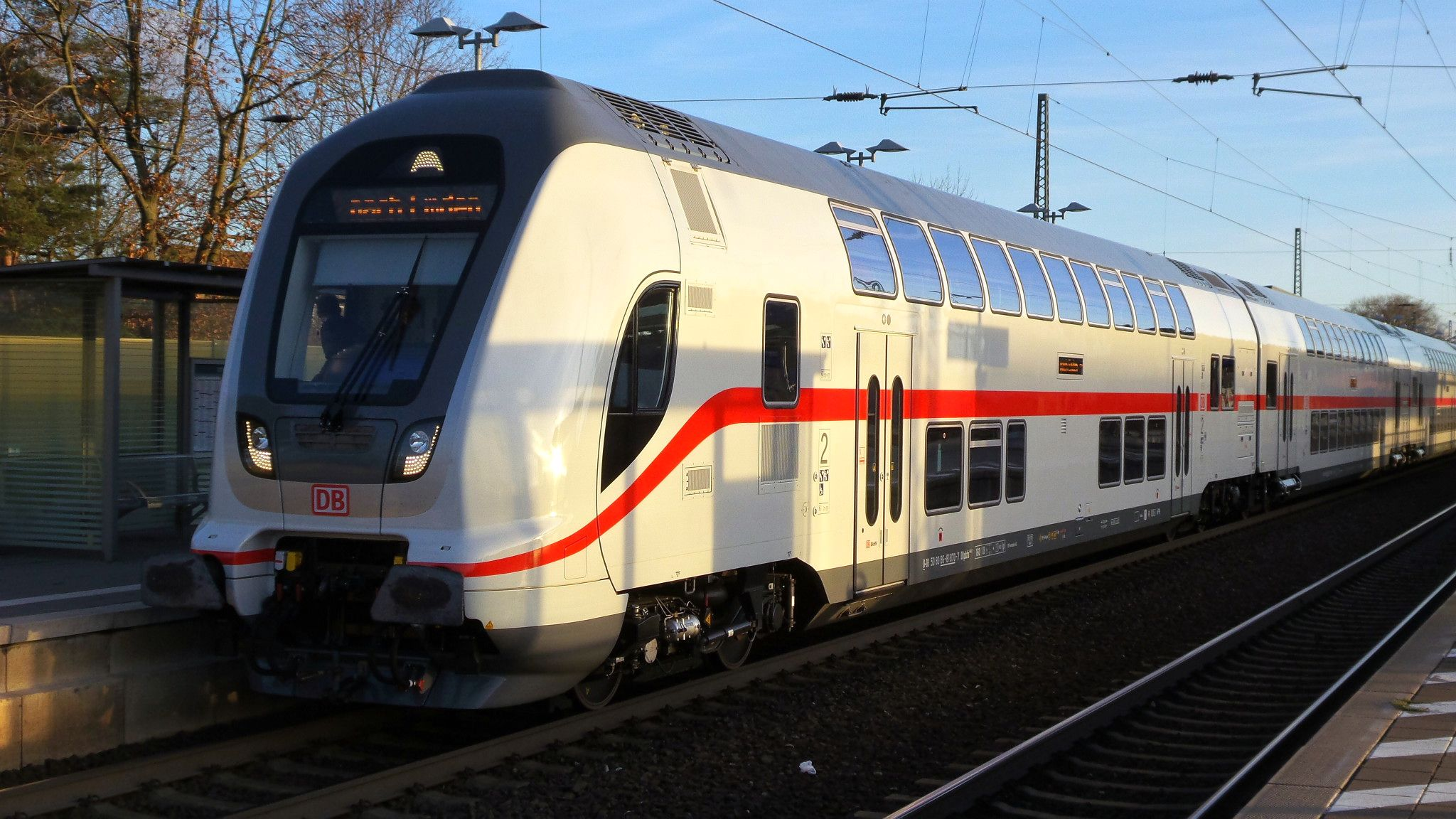
Az IC2 emeletes vezérlőkocsija

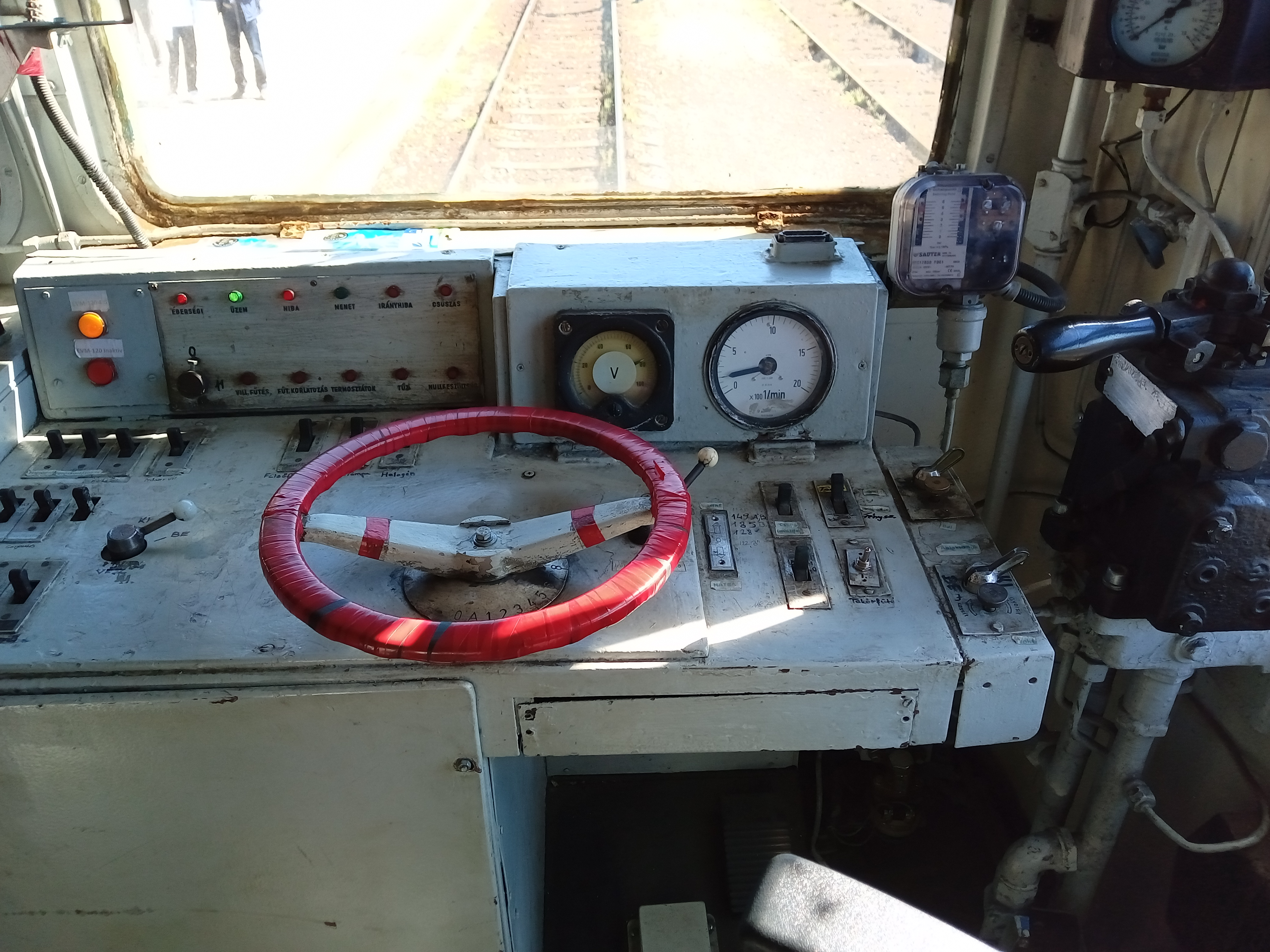
Az olajzöld "retró" ingavonat vezetőállása

A vezérlőkocsi olyan vasúti személykocsi, melynek egyik végén vezetőfülke van, innen irányítani lehet a szerelvény másik végén lévő mozdonyt, illetve működtetni a vonat fékberendezését. Így ingázni lehet vele két végállomás között, az egyik irányban a mozdonyról, a másik irányban a vezérlőkocsiról működtetve a vonat mozdonyát. A két végállomáson nincs szükség a szerelvény megbontására és tolatási műveletekre, rövid idő alatt megfordulhat a vonat.
Használata nagyon elterjedt a német DB, a svájci SBB, az osztrák ÖBB, az olasz FS, és kisebb mértékben, de a MÁV vonalain is.

## A MÁV-nál használatos vezérlőkocsik
- BDdf 100, korábban BDt 100:  poggyászteres vezérlőkocsi az M41 100-as dízelmozdony-sorozathoz, analóg rendszerrel, 100–149 közötti pályaszámokon (7 db közlekedik)
- BDdf 300, korábban BDt 300:  poggyászteres vezérlőkocsi a V43 1000-es villanymozdony-sorozathoz, analóg rendszerrel, 300–378 közötti pályaszámokon.[1] Menetrend szerint 2022. február 19-én közlekedett utoljára.[2]

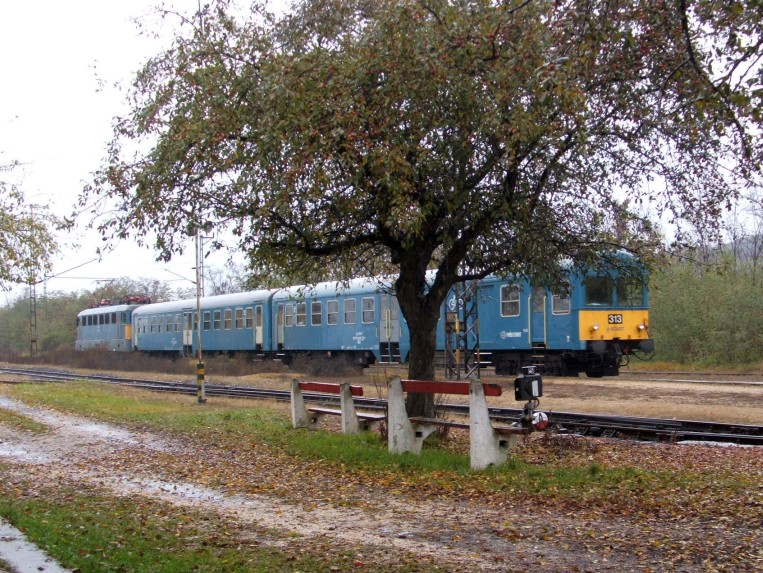
300-as vezérlőkocsi Vácrátóton

- BDt 400: felújított, digitális rendszerű poggyászteres vezérlőkocsi, 400–404 közötti pályaszámokon M41 300-as dízelmozdony-sorozathoz (korábban V43 2000-es villanymozdonyhoz), 405–455 között kizárólag V43 2000-es villanymozdonyokhoz
- Bybdtee 800: vezérlőkocsi a V43 3000-es és 480-as villanymozdony-sorozathoz, ZWS digitális rendszerrel ellátva, 800–826 pályaszámokon
- Bfxz 800, korábban Btzx 800: vezérlőkocsi az InterPicivé átalakított Bzmot dízel motorkocsikhoz, 801–803 közötti pályaszámokon
- Bmxfee 000,korábban Bmxt 000: vezérlőkocsi a BDVmot sorozatú villamos motorkocsikhoz, 001–019 pályaszámokon
- Bmxt 200: vezérlőkocsi a BVhmot sorozatú villamos motorkocsikhoz, 200–201 pályaszámokon (működésképtelen állapotban vannak)
- Bmxtz 000: vezérlőkocsi a BVmot sorozatú InterCity-motorvonatokhoz, 001–003 pályaszámokon (2 db működőképes)
- Bpmbdfee 200: vezérlőkocsi a Schlieren-kocsikhoz, de a MÁV csak többcélú személykocsiként használja.

### Vonalanként
Frissítve: 2025

hétvégén nem közlekednek

| Budapest – Székesfehérvár (30a)                                                                                   | BDt 400  | fecske Bhv                  | V43                      | G30-as gyorsított személyvonat                             | Elő/utószezonban hétvégén napi 1 pár               |                      |         |           |          |              |                                                 |
| Aszód - Vác (77)                                                                                                  | BDt 400  | fecske Bhv                  | V43 2000                 | S77-es személyvonat                                        | munkanapokon napi 7 pár                            |                      |         |           |          |              |                                                 |
| Budapest – Szolnok (100a)                                                                                         | BDt 400  | fecske Bhv                  | V43 2000                 | G50-es gyorsított személyvonat, Z50-es zónázó személyvonat | munkanapokon csúcsidőben                           |                      |         |           |          |              |                                                 |
| Budapest – Szolnok (120a)                                                                                         | BDt 400  | fecske Bhv                  | V43 2000                 | S60-as személyvonat, G60-as gyorsított személyvonat        | munkanapokon csúcsidőben                           |                      |         |           |          |              |                                                 |
| Budapest – Pécs (40)                                                                                              | Bybdtee  | InterCity-kocsik, By / Byee | V43 3000 V63 H-MÁVRT_490 | Mecsek InterCity                                           | Minden nap kétóránként                             | Dombóvár – Pécs (40) | Bybdtee | By / Byee | V43 3000 | személyvonat | munkanapokon kétóránként, hétvégén néhány vonat |
| Dombóvár – Gyékényes (41)                                                                                         | Bybdtee  | By / Byee                   | V43 3000                 | személyvonat                                               | szinte az összes vonat                             |                      |         |           |          |              |                                                 |
| Füzesabony – Vámosgyörk (80)                                                                                      | BDt 400  | fecske Bhv                  | V43 2000                 | személyvonat                                               | munkanapokon az összes vonat                       |                      |         |           |          |              |                                                 |
| Hatvan – Szolnok (82)                                                                                             | BDt 400  | fecske Bhv                  | V43 2000                 | S820-as személyvonat                                       | munkanapokon az összes vonat                       |                      |         |           |          |              |                                                 |
| Cegléd – Záhony (100)                                                                                             | BDt 400  | fecske Bhv                  | V43 2000                 | személyvonat                                               | a vonatok többsége                                 |                      |         |           |          |              |                                                 |
| Püspökladány – Biharkeresztes (101)                                                                               | BDt 400  | fecske Bhv                  | V43 1xxx                 | személyvonat                                               | a vonatok többsége                                 |                      |         |           |          |              |                                                 |
| Debrecen-Füzesabony (108) Debrecen – Tiszalök (109) Debrecen – Fehérgyarmat (110) Debrecen – Tiborszállás (115)   | BDt 400  | fecske Bhv                  | M41 2100 és 2300         | személyvonat                                               | néhány vonat                                       |                      |         |           |          |              |                                                 |
| Füzesabony – Miskolc (80) Miskolc – Nyíregyháza (100c) Miskolc – Sátoraljaújhely (80) Miskolc – Tiszaújváros (89) | Bmxfee   | Bmx                         | BDVmot                   | személyvonat                                               | szinte az összes vonat                             |                      |         |           |          |              |                                                 |
| Szolnok – Kecskemét (100a-140)                                                                                    | BDt 400  | fecske Bhv                  | V43 2000                 | S225-ös személyvonat                                       | Hétköznap szinte minden vonat                      |                      |         |           |          |              |                                                 |
| Budapest – Lajosmizse (142)                                                                                       | BDdf 100 | fecske és classic Bhv       | M41 100                  | személyvonat                                               | hétköznapokon 2-3 pár                              |                      |         |           |          |              |                                                 |
| Kiskunhalas - Kiskunfélegyháza/Kecskemét (155, 140)                                                               | BDt 400  | fecske Bhv                  | V43 2000                 | Kiskun InterRégió                                          | hétköznapokon minden vonat, hétvégén egyes vonatok |                      |         |           |          |              |                                                 |

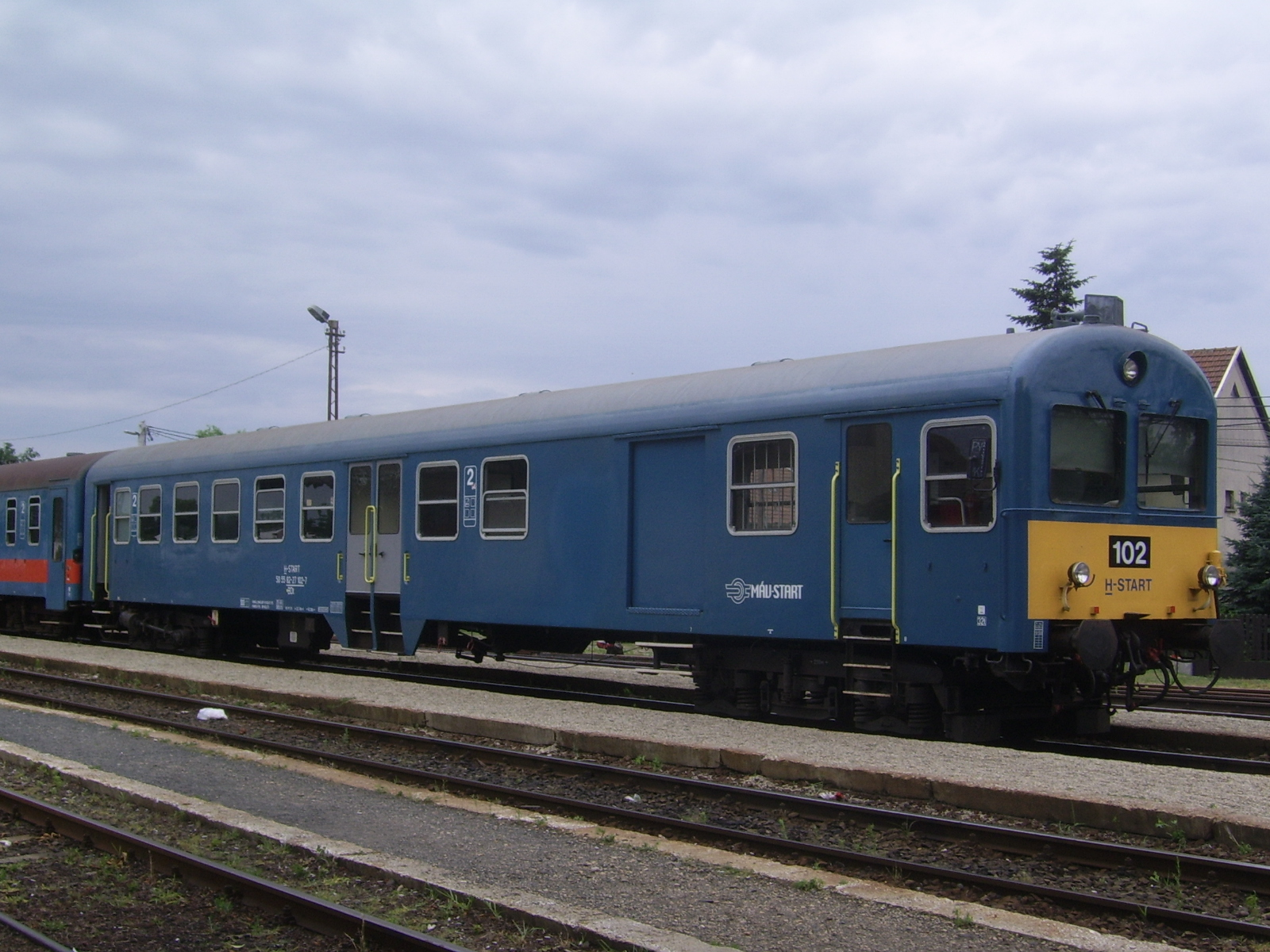
BDdf 100
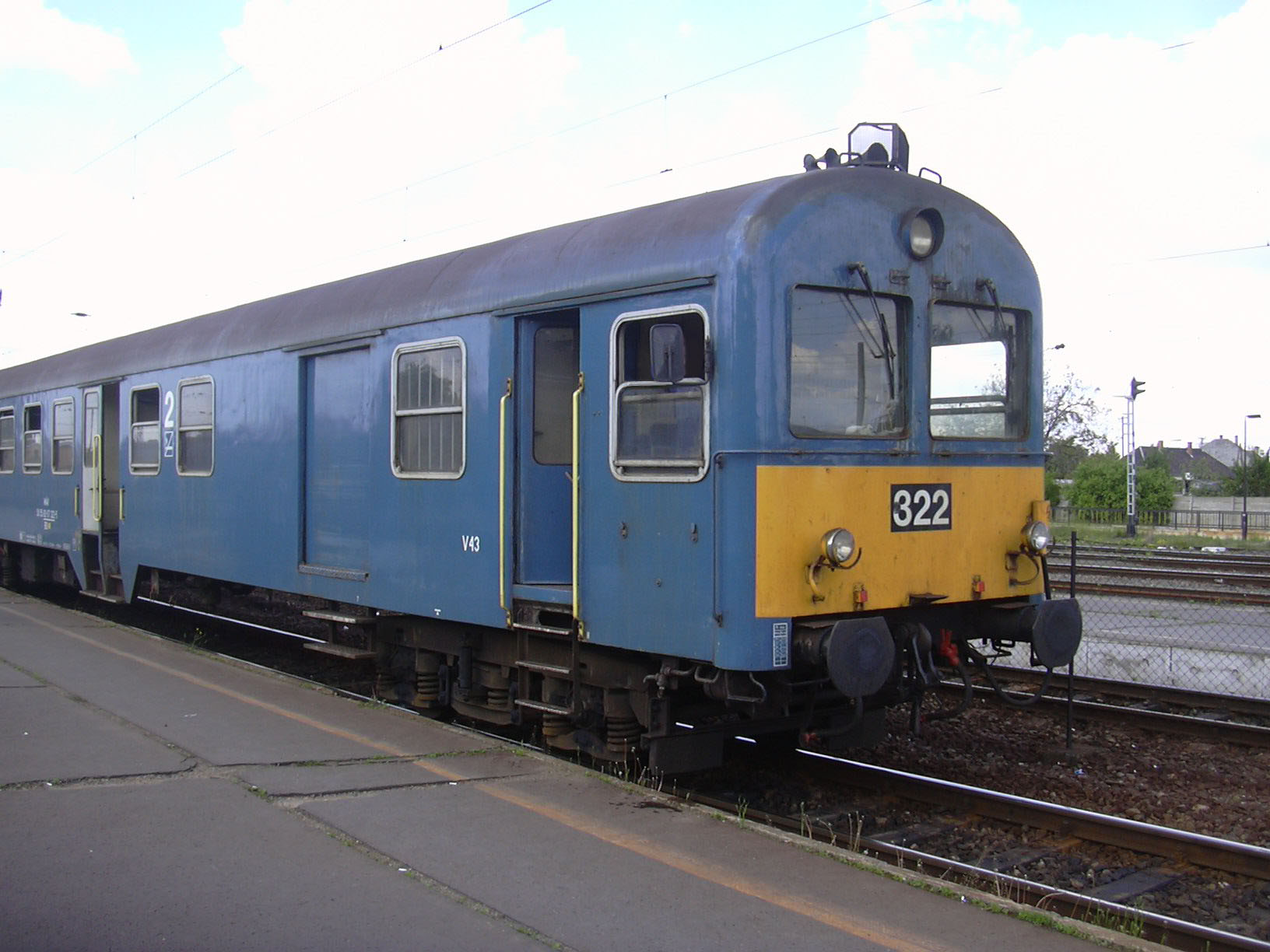
BDdf 300
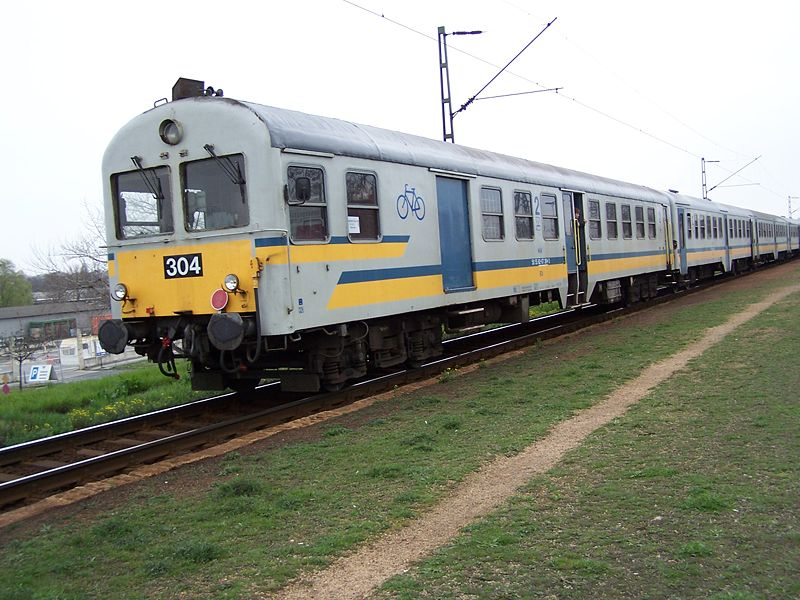
Szürke színű vezérlő
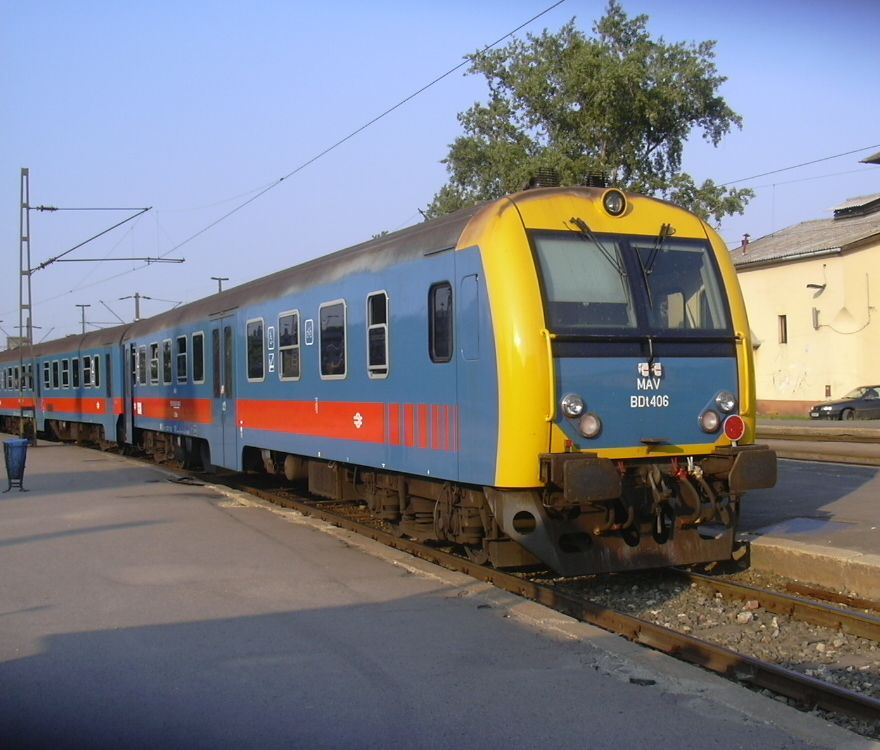
BDt 400
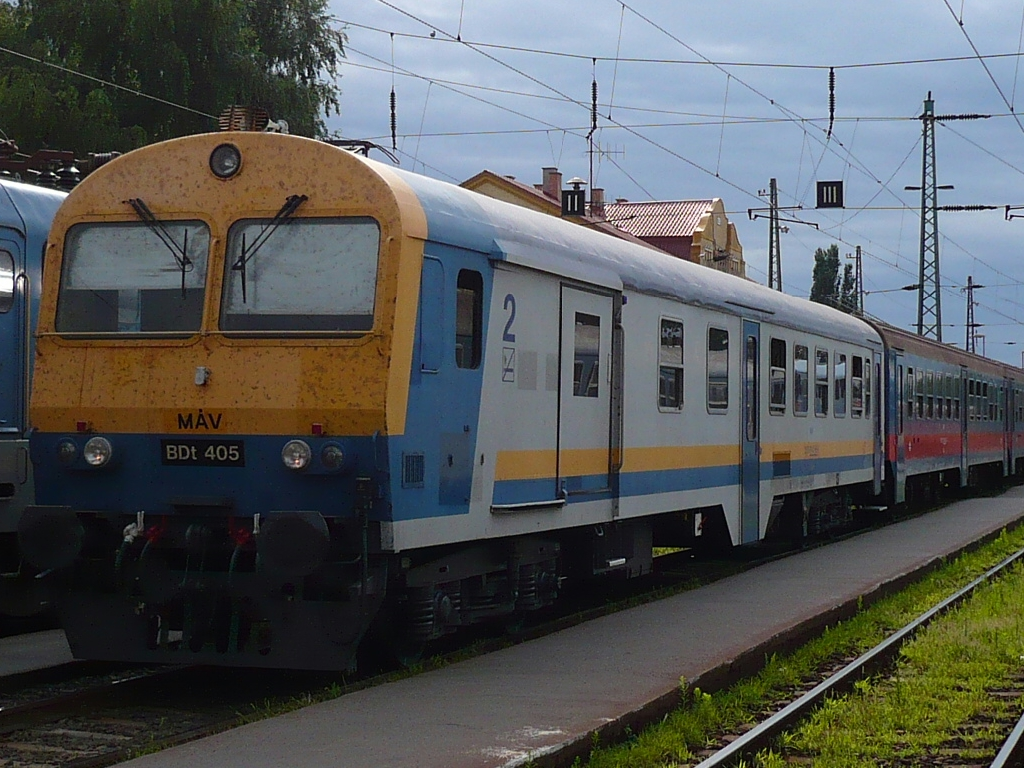
A korábbi szürke változat...
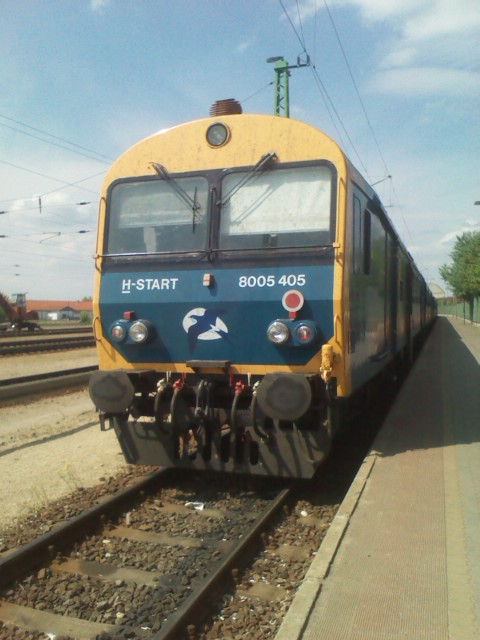
...és átfestés után
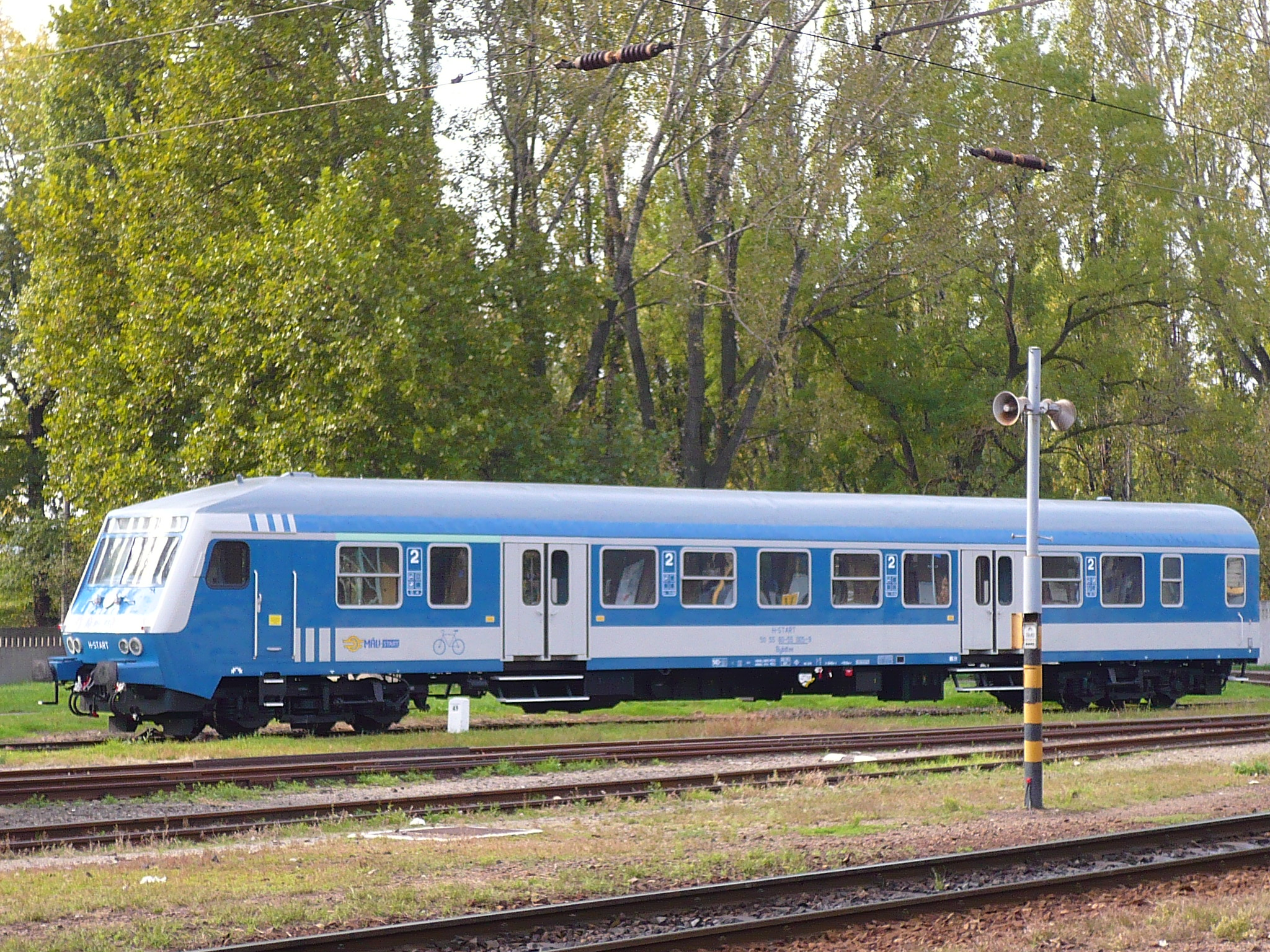
Bybdtee 000 az első festési sémával...
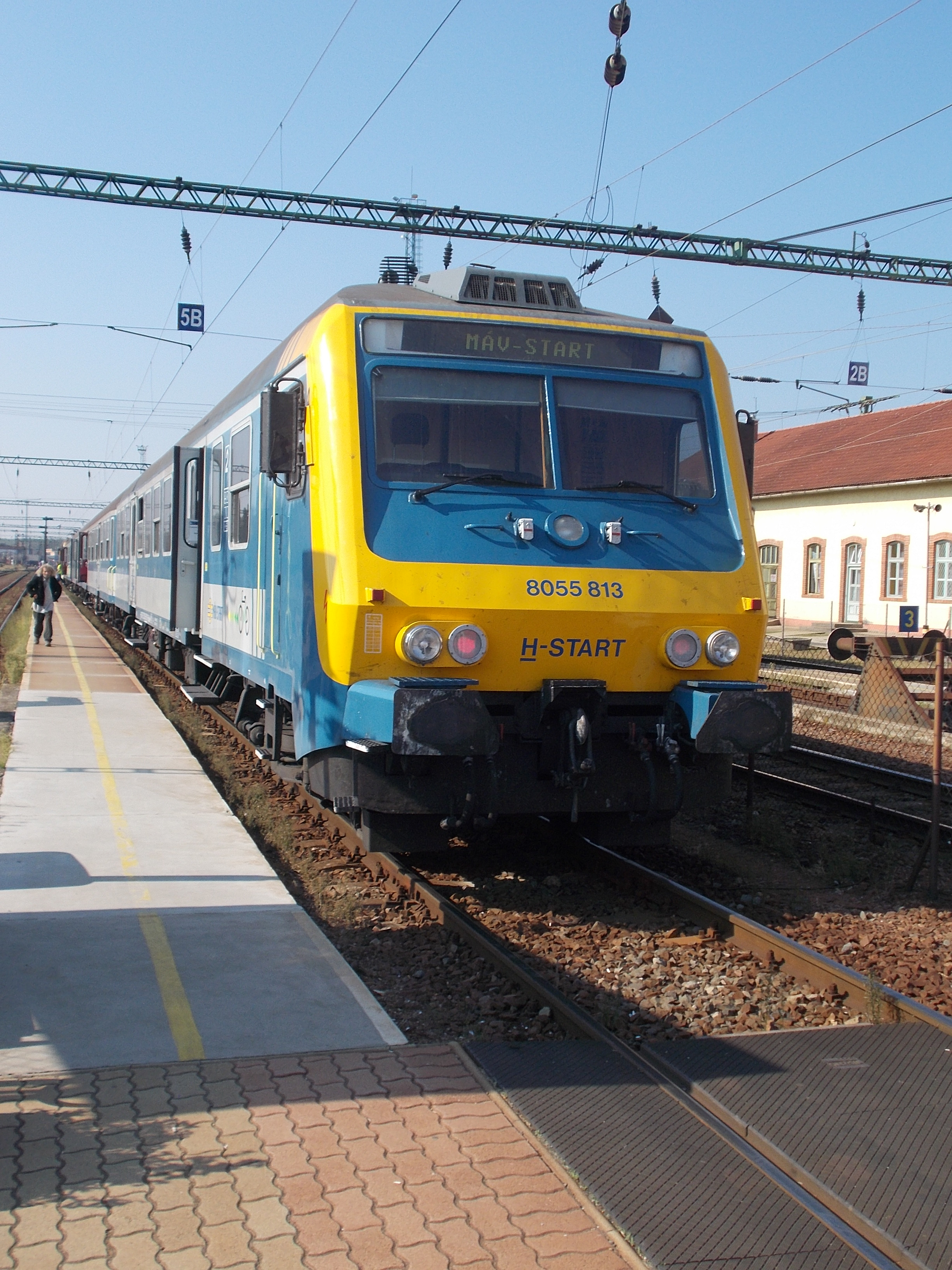
...majd a sárgára fényezett orr-résszel
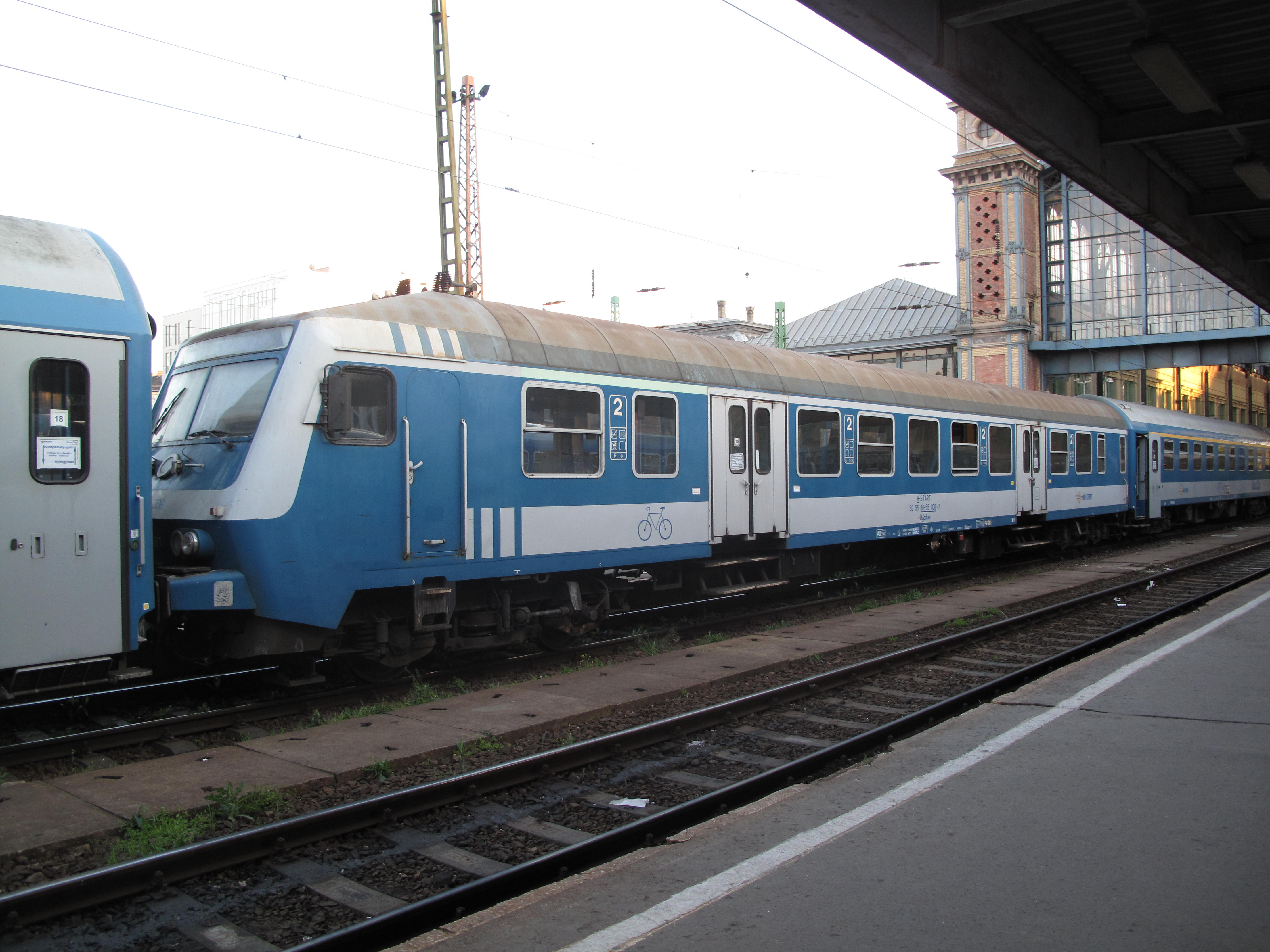
Vezérlőkocsi nem rendeltetésszerű használata
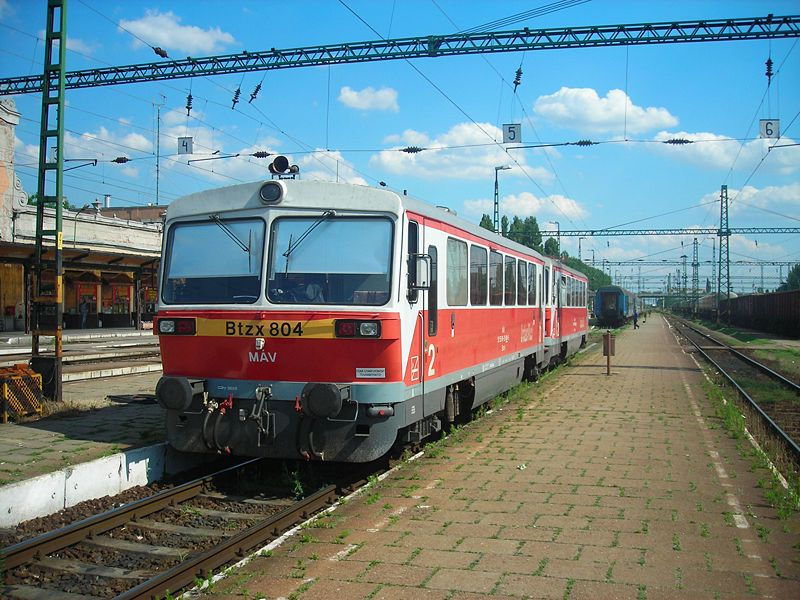
Btzx 800
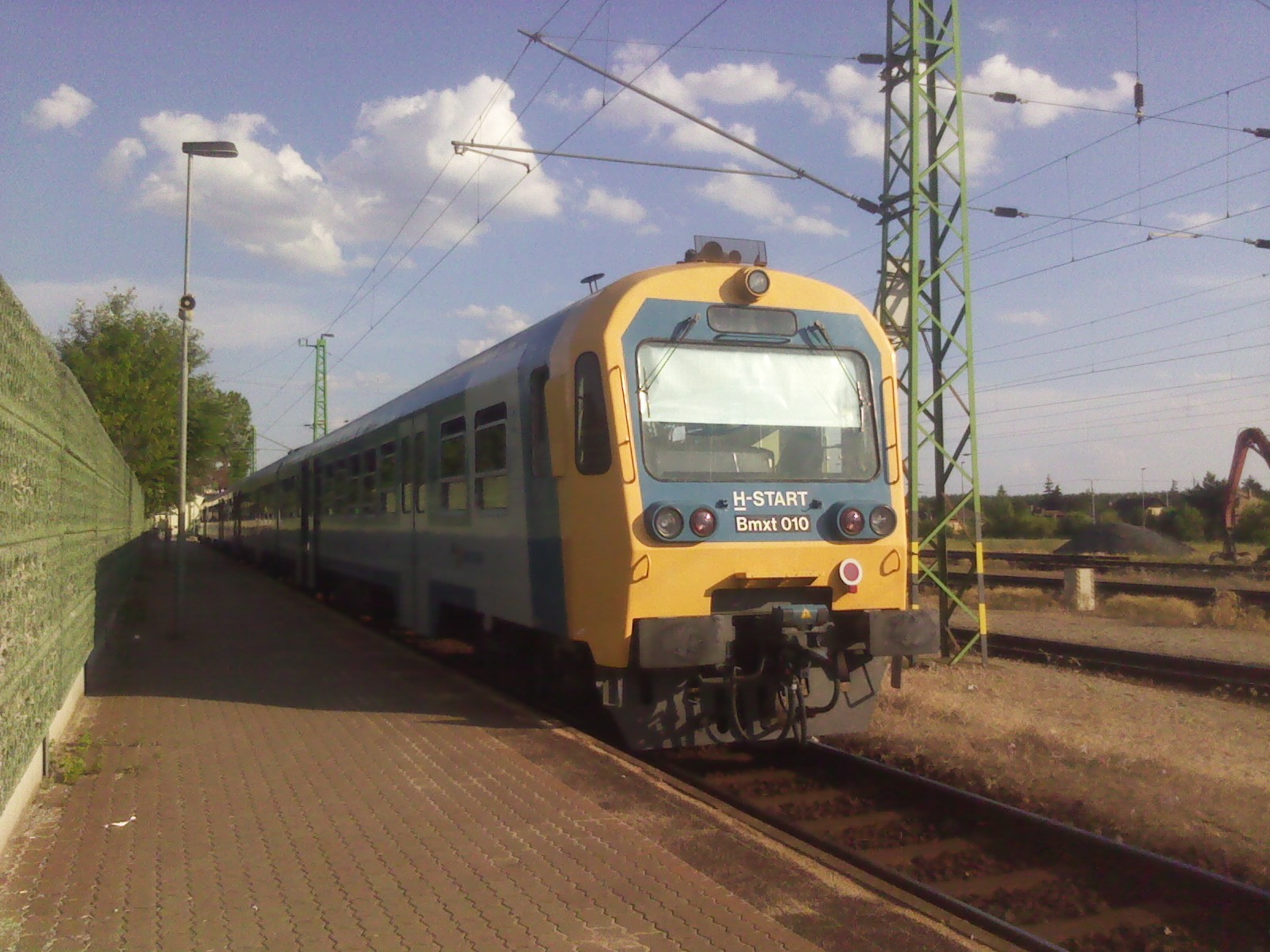
Bmxt 000
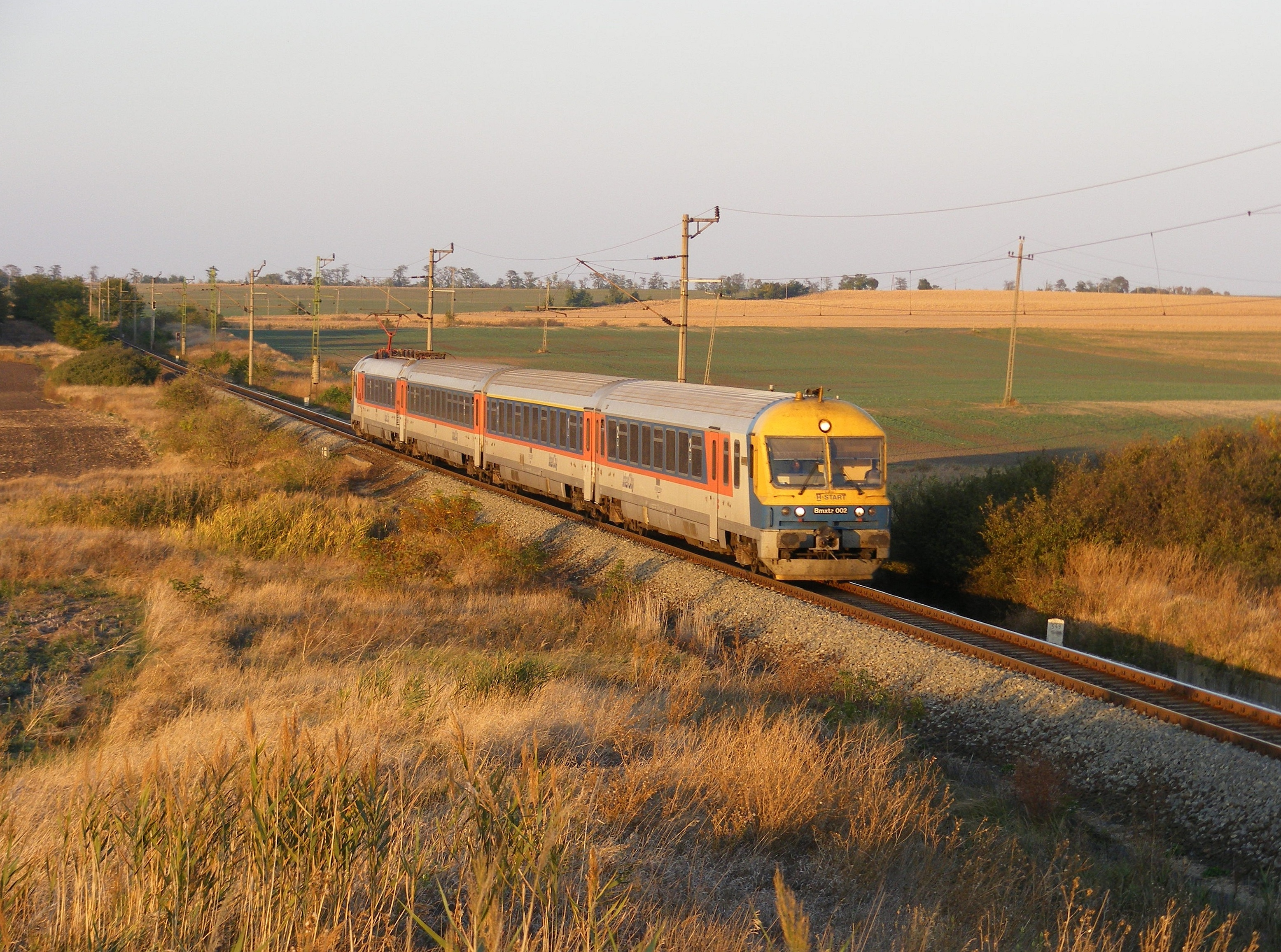
Bmxtz 000

Korábbi vezérlőkocsik:
- Bt 000/BDt 000:  vezérlőkocsi, gőzmozdonyokhoz és az M40 dízelmozdony-sorozathoz, közvetett módon üzemelő, analóg rendszerrel
- Bt 200/BDt 200:  vezérlőkocsi, V42 villanymozdony-sorozathoz, analóg rendszerrel
- Btx 000: vezérlőkocsi az MDmot poggyászteres dízelmotorvonat-sorozathoz (zárt szerelvényként közlekedik), 000–039 pályaszámokon

## Vezérlőkocsik a távolsági forgalomban

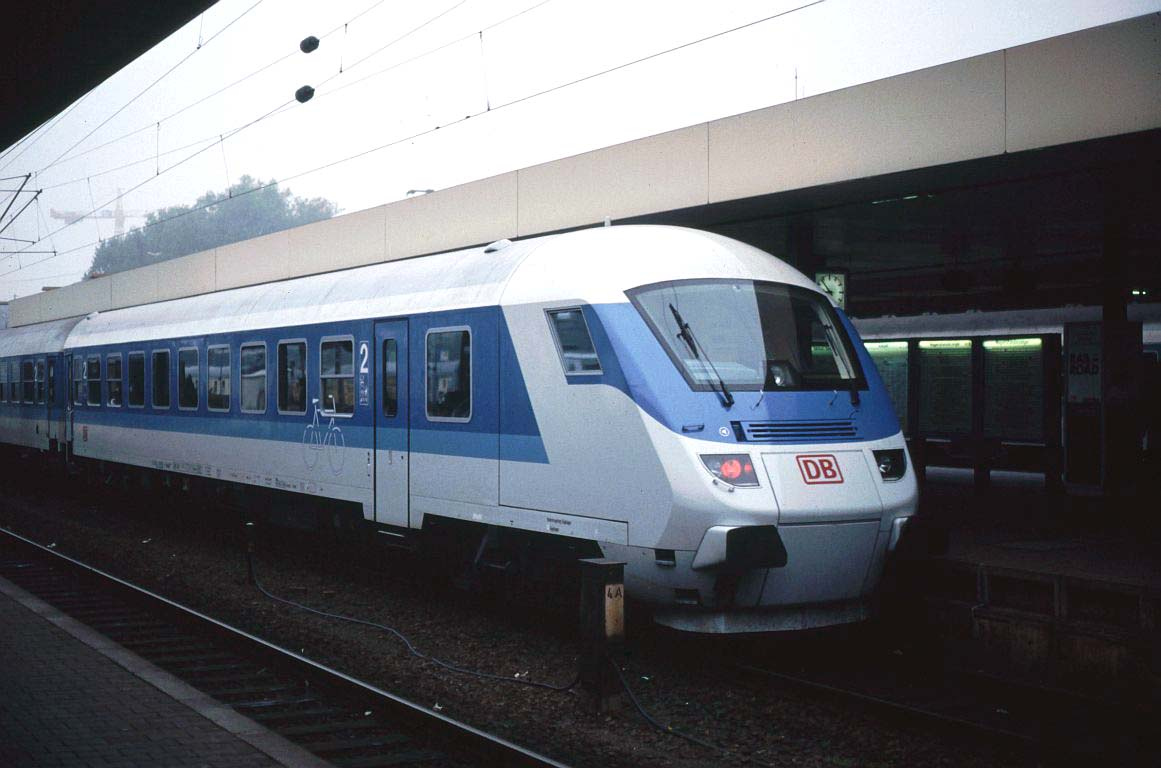
A DB 200 km/h sebességű vezérlőkocsija

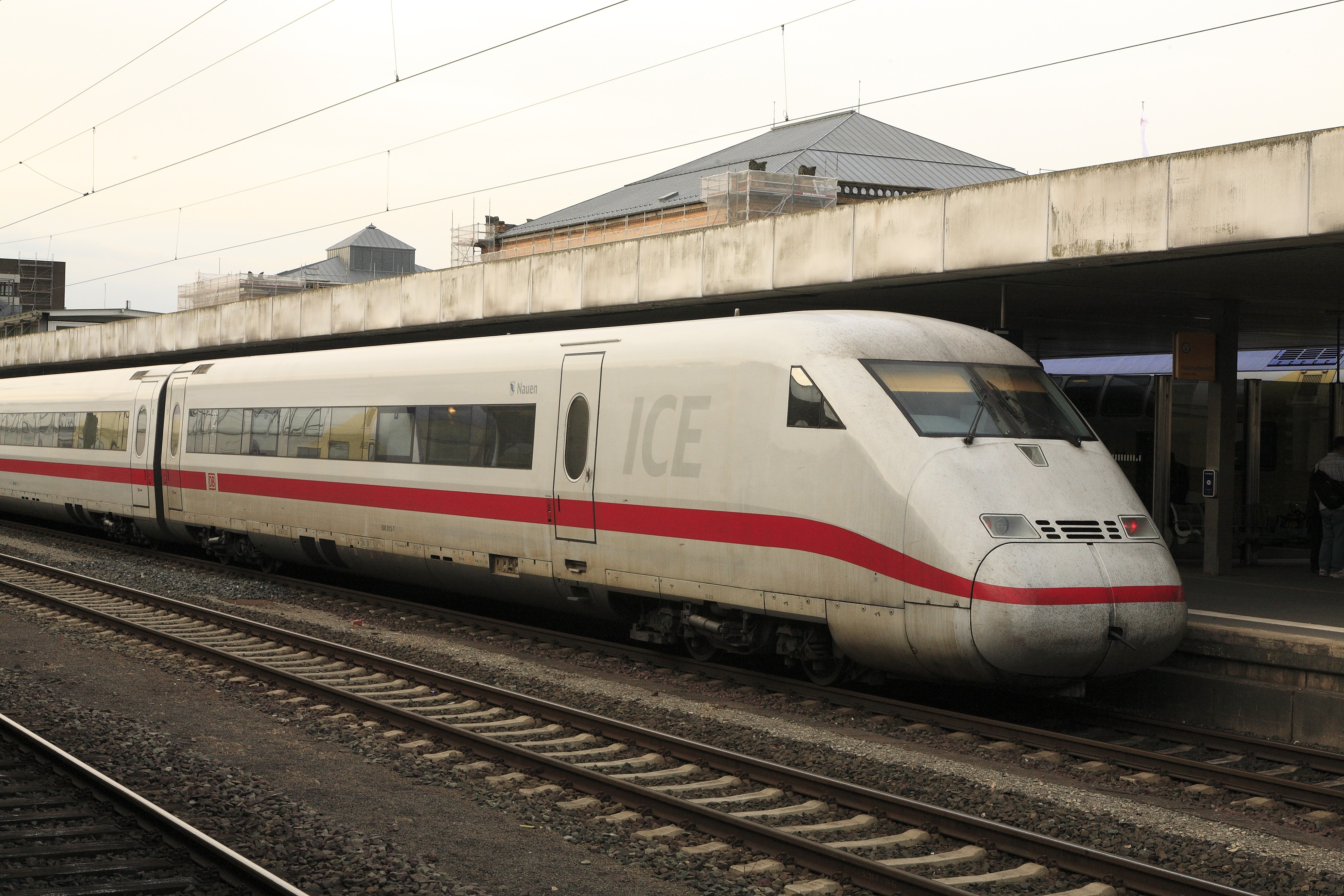
Az ICE 2 nagysebességű motorvonat vezérlőkocsija

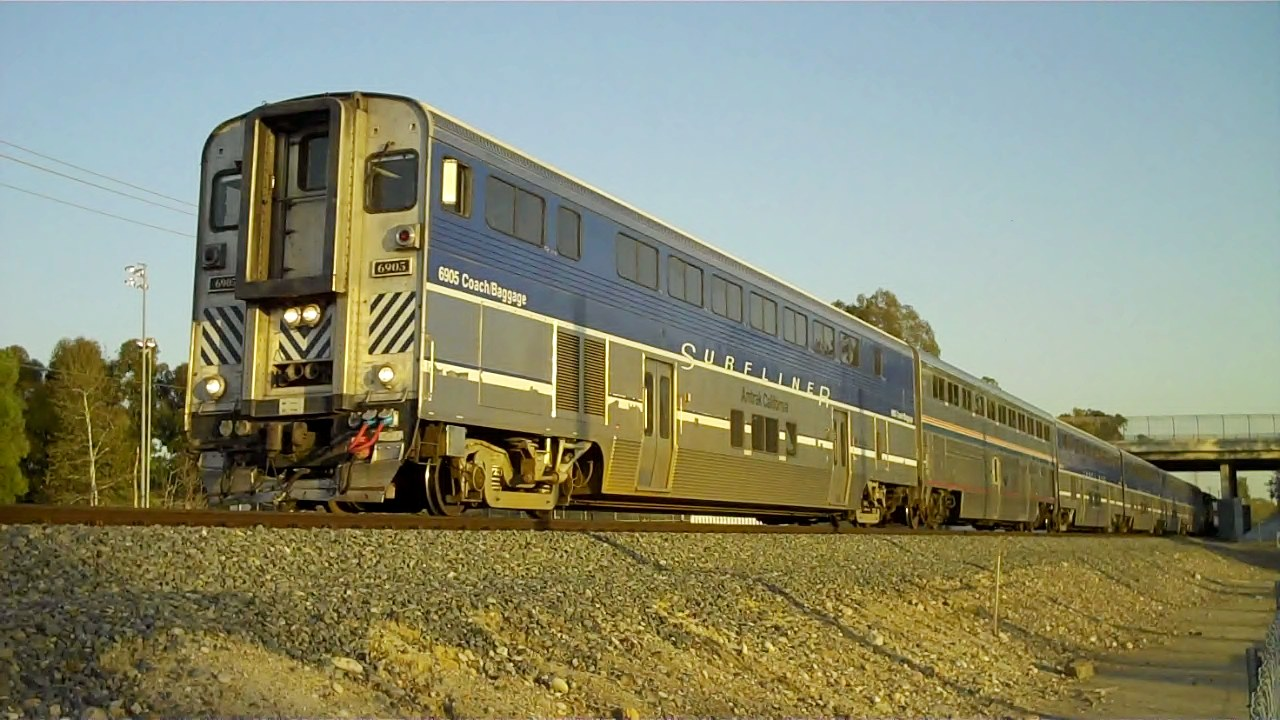
Amerikai Superliner vezérlőkocsi

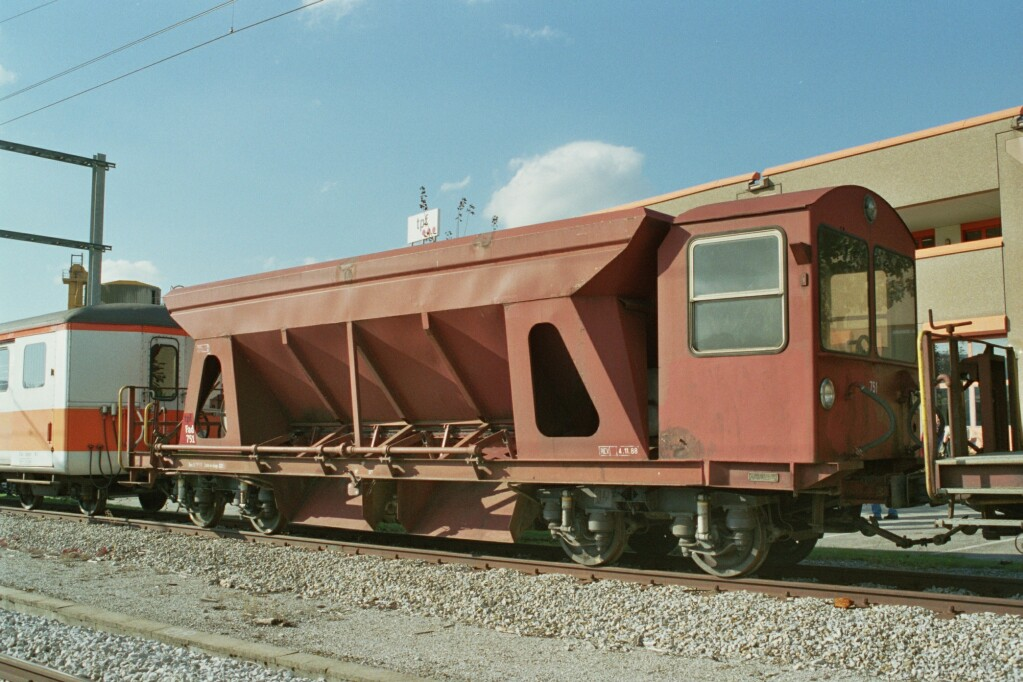
Vezérlőkocsi tehervonatokhoz

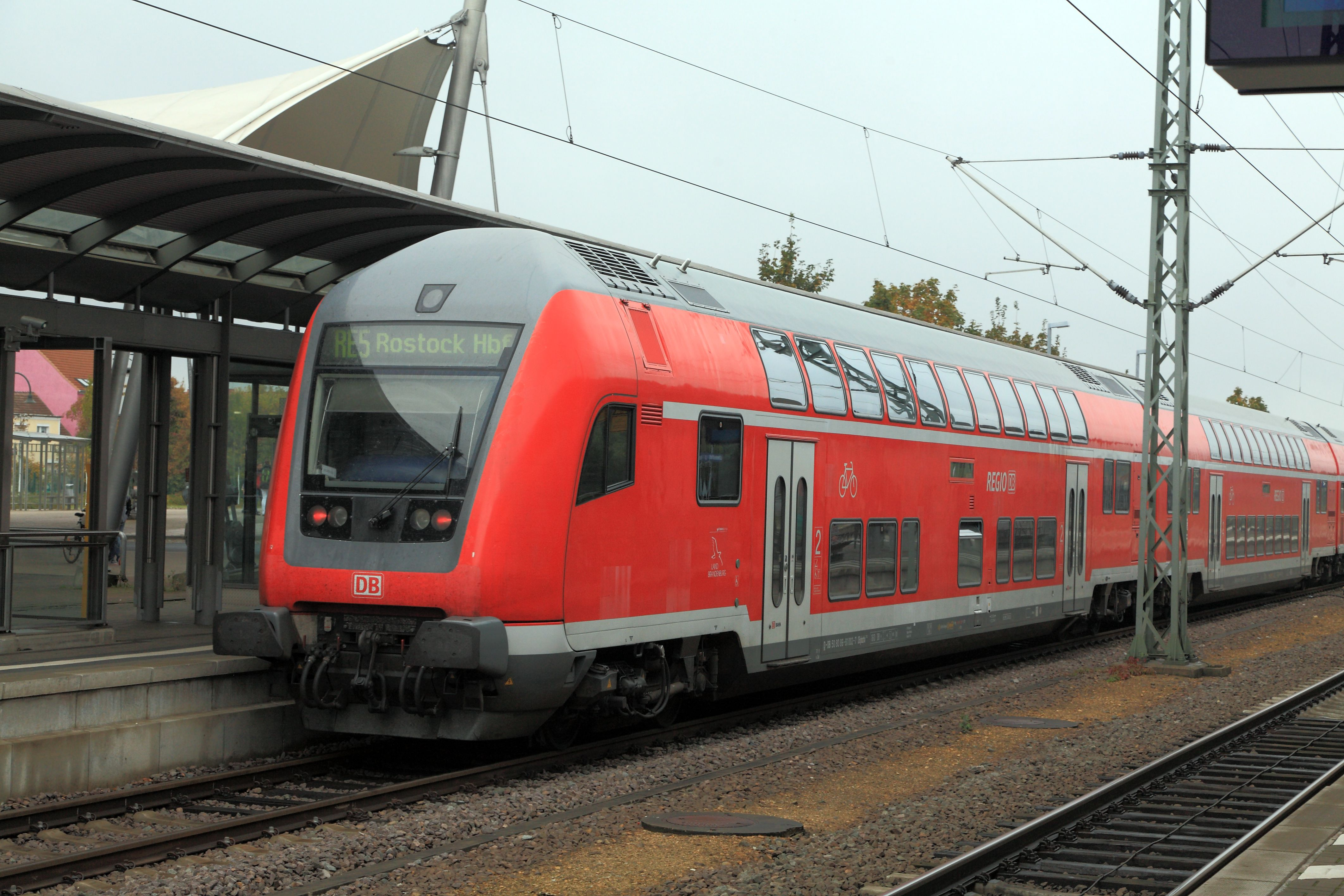
Emeletes vezérlőkocsi regionális forgalomhoz

A vezérlőkocsis közlekedés a vasutakon egészen az 1990-es évek közepéig szinte kizárólag az elővárosi forgalomban volt megtalálható. A Német Szövetségi Vasútnál (Deutsche Bundesbahn) 1992-ben hoztak döntést arról, hogy a vezérlőkocsikat a távolsági forgalomba is bevonják, így 1995-től az IC- és IR-vonatok részben vezérlőkocsival ellátott ingavonatként közlekednek. A döntést elősegítette a vezérlőkocsis közlekedésből való előnyök felismerése, valamint az egyes nagy vasúti csomópontok, elsősorban Frankfurt am Main forgalmi szempontból való túlterheltsége is kikényszerítette.

## Előnyei
- tolatási munkák csökkenése,
- fékpróbák egyszerűsödése,
- a gépmenetek számának csökkenése,
- a mozdonyok szerelvényekkel megtett üres menetei számának csökkenése,
- vontatójármű megtakarítás,
- menetidő-csökkenés,
- a személyzeti idők jobb kihasználása,
- rövidebb vágányfoglaltsági idők révén az állomás teljesítményének növekedése.

## Biztonság
A vezérlőkocsiknál, különösen a nagysebességű távolsági forgalmú járműveknél fontos kérdés közlekedésbiztonsági szempontból a járművezetők védelme. Míg a másik vasúti járművel, vonattal való frontális ütközés ugyan majdhogynem kizárható, de nem így a tolatási balesetek, illetve az útátjárókban a közúti járművekkel történő ütközések.
Mind a tolatási baleseteknél, mind pedig a közúti járművekkel történő ütközéseknél elsősorban a vezérlőkocsin szolgálatot teljesítő járművezető a legveszélyeztetettebb személy. A védelmére mind a járművezetői fülkét, mind a szélvédő ablakot/üveget megfelelő stabilan kell kiképezni. A padlómagasságnak el kell érni – a német előírások szerint – az 1400 mm-t. A járművezetőnek biztosítani kell menekülési utat, lehetőséget a kocsi belsejébe. A nagysebességű vezérlőkocsik alkalmazásának bevezetésénél módosították az utasításokat is, amelyek korábban a csak elővárosi forgalomban közlekedő vezérlőkocsiknál a sebességet 140 km/h értékben maximálták és az elöl működő vezérlőkocsival csak kilenc kocsit lehetett továbbítani.

## A DB vezérlőkocsik története

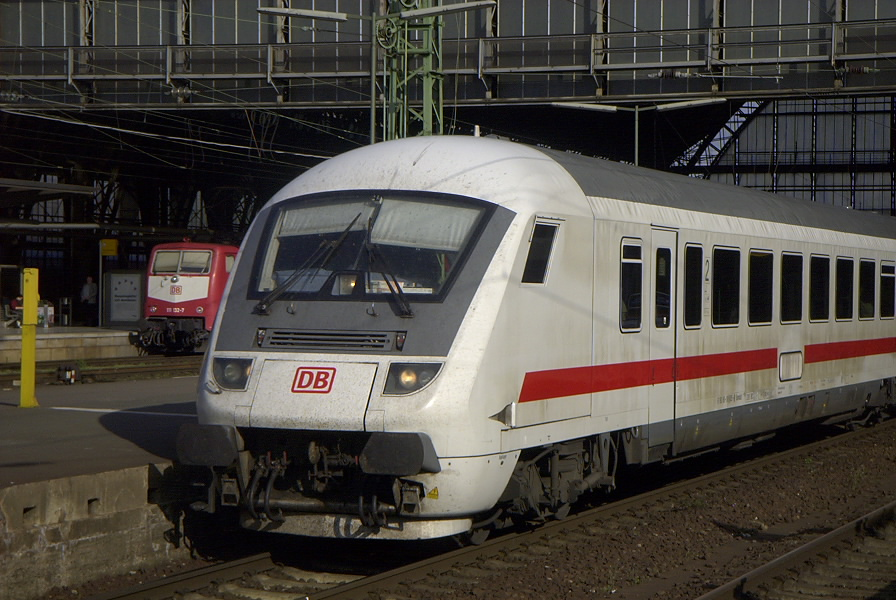
DB Bpmbdzf

A Német Vasút DB Bpmbdzf sorozatú vezérlőkocsik Budapest és Köln Hauptbahnhof között rendszeresen közlekedtek a Liszt Ferenc EuroCity vonatban. A vezérlőkocsik a MÁV hálózaton az Egyesített éberségi és vonatbefolyásoló berendezés (EÉVB) beépítéséig, a vezetőállás MÁV üzemre való átalakításáig csak kocsiként működhettek. Időközben a DB kivonta a vezérlőkocsi szerelvényt az ÖBB-MÁV irányú közlekedésből.